# シルクロード・シリーズ (漫画)
『シルクロード・シリーズ』は、1981年（昭和56年）から1990年（平成2年）にかけて神坂智子によって描かれた漫画作品群である。執筆当初、これらは白泉社の少女漫画雑誌『花とゆめ』『エポ』などで連載された。
このシリーズは、天山山脈に住み少数民族に崇められる神々「神」（テングリ）と、彼らが関係する人間の生き方を描いた大河作品である。舞台は地理上のシルクロードに当たるトルコ、ペルシャ、中央アジア、インド、チベット、モンゴル、中国および日本などである。一話ごとに完結するオムニバス形式をとっている。

## 作品リスト

### 花とゆめコミックス版
はるかなるシルクロード（1981年）
［収録作品］はるかなるシルクロード／シルクロード・天翔ける馬／シルクロード・キャラバンの鈴
風とビードロ（1982年）
風とビードロ／風の子守唄（ララバイ）／風のメモリアル
／イシククル天の幻影（＊シリーズ外のSF作品）
宇宙（そら）ゆく帆船（ふね）（1983年）
ペキネンシス50万年／バンボレットの谷／バルマンの鉄柱／宇宙ゆく帆船
姫君の塔（1984年）
姫君の塔－キズクルガン－／青いビビ・ハヌィム／カラキタイの娘／天のはごろも
ゾマの祭り（1985年）
ゾマ神の嗤う夜／ロンドン花吹雪／ゾマの祭り／イエチャブ・ツォの月
巻毛のカムシン（1986年）
巻毛のカムシン／緑の王宮／白い神々（テングリ）の伝説／波斯（ペルシャ）の井戸
砂漠幻想（1986年）
砂漠幻想／聖者の湖／金の髪　金の繭／黒水城（カラホト）の魔女
ヘディンの手帳（1987年）
ヘディンの手帳／ソグディアナの娘／ヤグノブの谷／ウイグルの砂／青い柘榴
雪の朝 -ホワイトカングリー-（1988年）
雪の朝 -ホワイトカングリー-／テイサの記憶／サーハスの鏡／王女の首飾り／百合の咲く谷／綿の城
欠けたもの満ちるもの（1989年）
湖面の月／赤い山白い神／欠けたもの満ちるもの／マルゥの空ツヴィは砂色／金目（きんめ）のツヴィ
永遠を見る娘（1990年）
天と地の神／永遠（とわ）を見る娘／そしてカレーズ／星の落ちる谷／月の宴／月の宴・II／エンディング

### あすかコミックスDX版
あすかコミックスDXで復刊時の巻名
- キャラバンの鈴
- 宇宙ゆく帆船
- 姫君の塔－キズクルガン
- ウイグルの砂
- 永遠を見る娘
- 風の輪・時の和・砂の環 - 『風の輪・時の和・砂の環』（初出：1984年新書館）はそれ自体はシルクロード・シリーズの作品ではないが、ここではコミックスのタイトルとして使われている。

## 設定について
花とゆめコミックス『シルクロード－姫君の塔』巻末に収録された『シルクロード年表』によれば、この漫画には前世・現世・来世の物語が順不同に含まれ、そのうちの「現世」がいま我々の存在している世界であり、中でも「現代」は20世紀であるとされる。この設定の根底にあるのは「地球も輪廻する」という概念であり、作中では地球環境が破壊される度に何度も何度も、ほとんど同じ経過をたどって歴史が繰り返されている。
本作における天山山脈の「神（テングリ）」たちの正体は、前世の地球において、高度文明に達しながら絶滅を迎えた「人間」の中から「宇宙（かみ）」によって選ばれた10人の子供（が成長した姿）である。彼らは超能力と不老長寿を与えられ、再び興る文明を人間が破壊しないよう見守り続けている。なおテングリたちと共に前世から生き残りながらも退化した人類が、我々の言うところの北京原人であるとされている。
すなわち本作品は、単なる伝説の神々の物語ではなく、れっきとしたSF漫画であると言える。しかしながら各作品の大半は素朴な人間賛歌的物語であり、SF的要素を考慮せずとも楽しめる。

## 「神」（テングリ）たち
天山山脈に住み、シルクロード周辺の人々に神として敬われている10人の超常的存在。超能力を持ち不老であり、長い金髪に翠色の瞳、白い肌の青年の姿をしている。彼らは元は人間であり、前世の地球において人類が生殖能力を完全に失い滅亡に直面する中、子孫を残そうと尽力する夫婦・セーヤとアーニャの遺伝子から人工子宮によって生まれた（『バルマンの鉄柱』）。夫婦から受け継いだ銀鈴（10人の脳波を刺激し、歩む道を示してくれるとされる）を持っている。10人揃わないと完全に力を発揮できないが、途中で長であるオリジンが抜けて9人となり、のちにオリジンの子孫であるシオリ（詩織）を迎えて再び10人となった。シオリ（詩織）以外は全員が男性。
オリジン
長男。名は「起源」の意（父セーヤによる命名。他の9人は母アーニャが命名）。テングリ達を統率する長である。不慮の事故により失踪、銀鈴を失い精神が破壊されたため、他の兄弟達と意思の疎通が不可能となる（『キャラバンの鈴』）。日本に漂着し、大陸に戻れないまま数百年後に衰弱死するが、人間の娘との間に己の超能力を受け継ぐ子孫を遺す（『天のはごろも』）。この子孫が天池（あまいけ）家となり、後に新たな長となるシオリ（詩織）が産まれる。
テイサ
次男。「楽神」の意。オリジン失踪後シオリ（詩織）を迎えるまで、オリジンの銀鈴は彼が携えていた。優雅で誇り高いが剽軽なキャラクターで、テングリ達の中でも出番の多い人物である。
マロムセイ
三男。「師」の意。兄弟で唯一、頭にターバンを巻いている。テイサとは対照的に、寡黙で冷静沈着な人物。
ナイアード
四男。「オアシス・泉」の意。ティムール王の第7后妃ビビに好意を寄せられ、一夜にしてモスクを完成させたことがある（『青いビビ・ハヌィム』）。
アッシュ
五男。「大地」の意。戦争で故郷と恋人を失い絶望にくれていた少女アゼルを、ツヴィの育ての親となるよう導いた。
カムシン
六男。「熱風」の意。巻毛の持ち主。兄弟で唯一、人間の娘と恋仲になったことがあり、彼女が死ぬまで慈しみ続けた（『巻毛のカムシン』）。
ジェナー
七男。「翼」の意。兄弟の中で一番高く空が飛べる。
スルジェ
八男。「太陽」の意。ゾマの娘ターラに恋をし、彼女を天山に導いた（『バンボレットの谷』）。
サーハス
九男。「勇気」の意。遠くの物が見ることができるという黒曜石の鏡を作ることに熱中している。また、瀕死の赤ん坊だったツヴィに自らの血を与え命を救った。
アーサー
十男。「希望」の意。彼が超能力で織り上げた、白い子羊の毛と金の髪でできた絨毯は、人から人へと時代を超えて渡り継がれることとなる（『ヘディンの手帳』）。
シオリ（詩織）
オリジンの末裔。彼女も含め、オリジン（織仁）の子孫である天池家の能力者は名前に「織」の字がつく。20世紀の日本・九州の隠れ里に生まれ、「おシラ様」と呼ばれる巫子として暮らしていた。16歳の時に銀鈴の音に導かれて大陸へ渡り、他のテングリ達と合流、長の役目を担うこととなる（『はるかなるシルクロード』）。オリジンの血を受け継いでいるため能力は10人の中で一番高いが、テングリとなってからは16歳の時の姿のままであるため他の9人からは常に子供扱いされ、「チビ長」と呼ばれている。10人中唯一の女神。

## 注目すべき登場人物
真美耶（まみや）、真美女（まみな）
チベットの地下世界にひそむゾマによって創られた「双体仏」。額に第三の目を持ち、動物の生体エネルギーを吸って生きる。真美耶は男性体で、残忍で凶暴な性格。真美女は女性体で、優しく慈悲深い性格をしている。実は、真の能力を持つ完全体は真美女の方である。後に真美耶は真美女の恋人・野津京一を殺して激怒した真美女に殺されてしまう（『ロンドン花吹雪』）。この作中の「ゾマ神」は、絶滅した科学文明が残した人工知性体で、“双体仏”による地上の支配を目指すが、「人形に地上の支配はできない」と異を唱えた真美女の手によって最後は崩壊する。
ターラ
ゾマの支配から逃れた後の真美女。『バンボレットの谷』で登場。パキスタン国境のバンボレットの谷で、シャーマンに保護されていた。シャーマンによって「ターラ（第三の目の意）」という名前で呼ばれている。後にスルジェの導きで天山に行き、テングリ達と共に暮らすこととなる。『宇宙（そら）ゆく帆船（ふね）』では、滅亡に向かう地球の運命を見守るため地上に残り、人類と運命を共にする道を選ぶ。
ツヴィ
『砂漠幻想』で最初に登場する「ミュー」（異端者）を自称する少女。彼女はチンギス・ハーン時代の中央アジアで生まれ、瀕死の赤ん坊だったところをテングリによって救命された。その影響で左目が突然変異を起こし金色となり、千里眼の能力を有するようになる。その後、戦争で天涯孤独となった少女アゼルに育てられた。口がきけず心の声で言葉を発する他、予知・透視能力を持ち不老不死。自分がシオリ（詩織）の身代わりとして創られた存在なのではないかと誤解し、自分を普通の人間とは違う体にしたテングリ達を恨んでいる。彼女は人間社会のいずれの「枠」にも入れない孤独な者として描かれているが、テングリ達とは違い、人間社会に身を置いて生き続けている。
羽間崎織花（はまざきおりか）
天池家の能力者の一人・竹織（たけお、詩織の大叔父）の娘。『風の子守唄（ララバイ）』で登場。同族の詩織に似た容貌で（ただし金髪碧眼ではない）、また「織」の字を持つ名が示すとおり強い超能力を持つ。父はその力を利用された末、織花が生まれる前に事故で死亡、織花もまた同じ能力故に軍やアメリカに追われ続けた。廃村となった父の故郷を訪れた時、テングリたちが彼女を迎えに現れたが、金の髪も翠の瞳も持たない織花は翔ぶことが出来ずに消滅し彼らと共に行くことはできなかった（『風のメモリアル』）。
雑誌掲載時は自分たちの痕跡を消すべく廃村に現れたテングリたちに消滅させられてしまったが、コミックス収録時に変更された。

### 作中関連項目
一部の項目名は神坂智子の作品における名称と異なる。
- あ行
  - アフメト3世
  - イシク・クル
  - イスラーム
  - ウイグル人
  - ウズベク人
- か行
  - カシュガル
  - カラ・キタイ
  - カレーズ
  - 乾隆帝
  - コンヤ
- さ行
  - サマルカンド（ビビ・ハヌィム）
  - シーア派
  - シッダールタ
  - スヴェン・ヘディン
  - スンニ派
  - 西夏
  - ソグディアナ
- た行
  - タクラマカン砂漠
  - タジク人
  - チベット仏教
  - チューリップ時代
  - チンギス・ハーン（成吉思汗）
  - デリーの鉄柱（バルマンの鉄柱）
  - ティムール
  - 天山山脈
  - トルキスタン
- な行
- は行
  - ペルシア
  - ヒンドゥー教
  - ハインリヒ・ハラー
- ま行
  - モンゴル帝国
- や・ら・わ行
  - 楼蘭
  - 楼蘭の美女
  - ロプノール